# Premio Erwin Schrödinger
El premio Erwin Schrödinger se otorga a científicos que trabajan en Austria y reconoce logros sobresalientes en las áreas de investigación representados por la División de Matemáticas y Ciencias Naturales de la Academia de Ciencias de Austria.
La Academia rinde homenaje con este premio a logros científicos de por vida o a un logro excepcional que dio lugar a efectos notables en la respectiva área de investigación o más allá.
Las nominaciones pueden ser presentadas por los miembros titulares y los miembros correspondientes en el extranjero de la Academia de Ciencias de Austria.

## Premiados
- 2019  Karlheinz Gröchenig y Karlheinz Gröchenig
- 2018  Elly Tanaka y Peter Jonas
- 2017  Francesca Ferlaino
- 2016  Ortrun Mittelsten Scheid y Jürgen Sandkühler
- 2015	Michael Wagner y Jiri Friml
- 2014	Denise P. Barlow
- 2013	Nick Barton
- 2012	Jürgen Knoblich
- 2011	Gerhard A. Holzapfel
- 2010	Walter Kutschera
- 2009	Bernd Mayer
- 2008	Georg Wick
- 2007	Georg Brasseur y Thomas Jenuwein
- 2006	Rainer Blatt
- 2005	Franz Dieter Fischer y Rainer Kotz
- 2004  Anton Stütz y Jakob Yngvason
- 2003	Erwin S. Hochmair y Hildegunde Piza
- 2002	Ekkehart Tillmanns
- 2001	Bernhard Kräutler y Siegfried Selberherr
- 2000	Erich Gornik y Hans Troger
- 1999	Johann Mulzer,
- 1998	Peter Zoller
- 1997	Werner Lindinger y Thomas Schönfeld
- 1996	Alfred Kluwick
- 1995	Heinz Gamsjäger y Jürgen Hafner
- 1994	Tilmann Märk y Heide Narnhofer
- 1993	Benno F. Lux y Oskar F. Olaj
- 1992	Josef F.K. Huber y Karlheinz Seeger
- 1991	Siegfried J. Bauer y Willibald Riedler
- 1990	Manfred W. Breiter y Karl Kordesch
- 1989	Johannes Pötzl
- 1988	Wolfgang Kummer y Fritz Paschke
- 1987	Edwin Franz Hengge y Franz Seitelberger
- 1986	Walter Majerotto y Horst Wahl
- 1985	Adolf Neckel y Karl Schlögl
- 1984	Leopold Schmetterer y Josef Zemann
- 1983	Josef Schurz y Peter Schuster
- 1982	Othmar Preining
- 1981	Kurt Komarek
- 1980	Peter Klaudy y Hans List
- 1979	Heinz Parkus
- 1978	Edmund Hlawka y Günther Porod
- 1977	Viktor Gutmann y Helmut Rauch
- 1976	Herbert W. König y Ferdinand Steinhauser
- 1975	Richard Kieffer y Erwin Plöckinger
- 1974	Otto Hittmair y Peter Weinzierl
- 1973	Hans Tuppy
- 1972	Fritz Regler y Paul Urban
- 1971	Richard Biebl
- 1970	Erika Cremer
- 1969	Walter Thirring
- 1968	Hans Nowotny
- 1967	Berta Karlik y Gustav Ortner
- 1966	Georg Stetter
- 1965	Fritz Wessely
- 1964	Otto Kratky
- 1963	Ludwig Flamm y Karl Przibram
- 1962	Marietta Blau
- 1960	Erich Schmid
- 1958	Felix Machatschki
- 1956	Erwin Schrödinger